# سانجی هاسه
سانجی هاسه (انگلیسی: Sanji Hase; ۲ ژانویهٔ ۱۹۳۶ – ۸ مارس ۲۰۰۲) بازیگر، و صداپیشه اهل ژاپن بود.